# Cantone di Villebon-sur-Yvette
Il Cantone di Villebon-sur-Yvette era una divisione amministrativa dell'arrondissement di Palaiseau.
A seguito della riforma approvata con decreto del 24 febbraio 2014, che ha avuto attuazione dopo le elezioni dipartimentali del 2015, è stato soppresso.

## Composizione
Comprendeva i comuni di:
- Ballainvilliers
- Champlan
- Saulx-les-Chartreux
- Villebon-sur-Yvette
- Villejust